# Procédé Ashland
Le procédé Ashland ou moulage boîte froide, est un processus de fabrication de noyau (fonderie) par adjonction à du sable siliceux de deux résines différentes et d’un gaz catalyseur (Amine[précision nécessaire]) qui durcit rapidement l’ensemble à l’intérieur du modèle.

## Éléments
- sable siliceux
- 1 résine phénolique (polyol phénolique liquide)
- 1 résine isocyanate (polysocianate liquide)
- 1 catalyseur, le di-methyl-ethyl-amine (en), (DMEA), un dérivé de l’ammoniac, injecté sous forme gazeuse.

## Fabrication du noyau
- Malaxage en continu du sable et des résines,
- Acheminement vers la trémie de la machine à souffler (ou à tirer),
- Remplissage de la boîte à noyau, en manuel ou en automatique, avec le dosage exact,
- envoi d’un tir d’air comprimé pour tasser le sable dans le moule,
- envoi du gaz catalyseur, préalablement préparé dans un appareil appelé saturateur ou générateur, pendant une courte durée (2/10e de seconde pour un petit noyau et jusqu’à 10 secondes pour très grand noyau),
- purge du noyau par soufflage d’air à travers le noyau pour chasser l’excédent de gaz catalyseur,
- parachèvement du noyau, dont l’opération est réduite de par la qualité de « flowabilité » du sable.

## Avantages
Précision dimensionnelle – rapidité d’exécution – solidité du noyau – bonne tenue à la coulée – bon débourrage au parachèvement – recyclage du sable après décochage – outillage réalisable en matériaux divers (bois, résine synthétique, métal).

## Inconvénients
Odeurs dues aux amines – port de gants et lunettes obligatoires – aération du chantier et aspiration des gaz – outillage parfaitement étanche.

## Domaines d’utilisation
Dans l’industrie automobile pour la fabrication de noyaux très fins et précis, aux formes très complexes (dentelle), qui permet un débourrage aisé après la coulée. C’est le cas des noyaux du circuit de refroidissement des culasses ou les alvéoles de refroidissement des disques de frein ventilés.